# Egestorffsche Dampfküche
Die Egestorff’sche Dampfküche war im 19. Jahrhundert die Bezeichnung für eine Methode, große Mengen an Speisen durch Dämpfen zuzubereiten, insbesondere in sogenannten „Speiseanstalten“, in denen Mahlzeiten beispielsweise an Arme abgegeben wurden. Für diese Form der Armenspeisung wurden die rohen Essenszutaten durch heißen Wasserdampf gegart und in der angeschlossenen Speiseanstalt meist als Mittagessen zum sofortigen Verspeisen angeboten.
Die Methode des Garens mittels heißem Wasserdampf war schon lange bekannt, bevor sie ab 1855 ihren nach dem in Linden bei Hannover tätigen Maschinenfabrikanten Georg Egestorff benannt wurde. Im selben Jahr hatte dieser für seine Arbeiter die Egestorffsche Speiseanstalt auf dem heutigen Grundstück Hohe Straße 9 im hannoverschen Stadtteil Linden-Mitte in Betrieb gesetzt.